# مصلحة الجمارك اليمنية
مصلحة الجمارك هي هيئة مدنية نظامية تابعة لوزارة المالية تتولى تنفيذ متابعة السياسات والقرارات الخاصة بعمليات الاستيراد والتصدير والرقابة الجمركية والأمنية في جميع المنافذ البرية والجوية والبحرية.

## وصلات خارجية
- الموقع الرسمي لمصلحة الجمارك اليمنية.

## انظر ايضاً
- وزارة المالية (اليمن).